# Малое Элькинское озеро
Ма́лое Эльки́нское озеро (укр. Мале Елькінське озеро, крымскотат. Küçük Elkin gölü, Кучюк Элькин голю) — озеро на юге Керченского полуострова, на территории Ленинского района. Площадь — 0,6 км². Тип общей минерализации — солёное. Происхождение — лиманное. Группа гидрологического режима — бессточное.

## География
Входит в Керченскую группу озёр. Длина — 1,2 км. Ширина макс — 0,8 км. Ближайшие населённые пункты: сёла Борисовка и Яковенково расположены северо-восточнее озера. Озеро является лечебным и используется для рекреации.
Малое Элькинское озеро отделено от Чёрного моря узким перешейком. Озёрная котловина водоёма неправильной округлой удлинённой формы вытянутая с севера на юг с извилистой береговой линией. Северный берег обрывистый с берегом, высотой 2 м. На западе примыкает безымянный водоём, отделено косой с протокой (в северной оконечности), востоке — Кояшское озеро, от которого частично отделено косой и сообщается протоками. Западнее в расположено Узунларское озеро и гора Приозёрная (44 м), восточнее мыс Опук и гора Опук (185 м). По перешейку между озером и Черным морем проходит автодорога без твердого покрытия.
Озеро зарастает водной растительностью преимущественно на опреснённых участках — в лагунах у пересыпей, в устьях впадающих балок, в зоне выходов подземных вод. Тут интенсивно развиваются различные водоросли, вплоть до цветения воды.
Среднегодовое количество осадков — 400—450 мм. Питание: поверхностные и подземные воды Причерноморского артезианского бассейна.

## Охрана и значение
Кояшское и Малое Элькинское озёра вместе с близлежащими объектами (Гора Опук и острова Скалы-Корабли) входят в Опукский природный заповедник, созданный в 1998 году, с общей площадью 1592,3 га, и водно-болотного угодья международного значения «Аквально-прибрежный комплекс мыса Опук». Малое Элькинское озеро — одно из нескольких озёр Крыма (другие — Ачи, Бакальское озеро, Кояшское, Сасык, Чокракское), которое входит в состав природоохранного объекта регионального значения.